# Vasegerszeg
Vasegerszeg là một thị trấn thuộc hạt Vas, Hungary. Thị trấn này có diện tích 12,72 km², dân số năm 2010 là 388 người, mật độ 31 người/km².